# Valea Oprii, Prahova
Valea Oprii este un sat în comuna Cornu din județul Prahova, Muntenia, România. Localitatea este în prezent abandonată și din 2002 nu mai are niciun locuitor.
 Acest articol despre o localitate din județul Prahova este deocamdată un ciot. Puteți ajuta Wikipedia prin completarea lui.

Categorie:Foste localități în România